# Duane Vermeulen
Daniel Johannes 'Duane' Vermeulen (Nelspruit, 3 de julho de 1986) é um jogador de rugby da equipe nacional da África do Sul e do Kubota Spears, equipe japonesa da Top League, tendo anteriormente representado os Pumas, os Free State Cheetahs e a Western Province do rugby nacional da África do Sul, os Cheetahs, Stormers e Bulls no Super Rugby e os Toulonnais no Top 14.
Em 2 de novembro de 2019, Vermeulen fez sua primeira aparição em uma final de Copa do Mundo contra a Inglaterra. Ele fazia parte da equipe sul-africana que venceu sua terceira Copa do Mundo no estádio Yokohama, no Japão. Ele recebeu o prêmio de jogador da partida por sua atuação, onde fez uma série de contribuições vitais, incluindo 10 carregamentos, perfazendo 49 metros (o maior número na partida) e 2 turnovers.